# Pokémon, I Choose You!
"Pokémon - I Choose You!" (ポケモン！きみにきめた！, Pokemon! Kimi ni Kimeta!, lit. "Pokemon! Eu Decidi Por Você!", conhecido como "Pokémon, Eu Escolho Você!" no Brasil e "Pokémon, Escolho-te a Ti" em Portugal) é o primeiro episódio da série de anime Pokémon. Este foi exibido em Japão em 1 de abril de 1997, foi exibido nos Estados Unidos em 8 de setembro de 1998, foi exibido no Brasil em 10 de maio de 1999 e foi exibido em Portugal em 2 de outubro de 1999.
No episódio, Ash Ketchum começa sua jornada em um começo difícil quando recebe seu primeiro Pokémon, um relutante Pikachu.  Depois de muitas tentativas fracassadas de capturar alguns Pokémon, Ash joga uma pedra em um Spearow, que fica com raiva e começa a atacar ele e Pikachu.  Logo, um bando inteiro de Spearow começa a persegui-los, e Pikachu é o único capaz de intervir e parar o bando.
Nintendo, que publica os jogos eletrônicos de Pokémon, solicitou mudanças na adaptação em inglês do episódio. Algumas sequências gráficas envolvendo socos foram retiradas, incluindo uma em que Misty dá um tapa em Ash na bochecha. O roteiro foi traduzido por Paul Taylor. Veronica Taylor, que forneceu a voz em inglês de Ash neste episódio, disse que gostou do roteiro e da gravação das falas de Ash.
Desde que foi ao ar, o episódio recebeu críticas positivas de críticos de televisão. Andrew Wood de The Plain Dealer elogiou o episódio por permanecer fiel aos jogos, mas achou que o foco era muito no personagem Ash. Adaptação de um livro infantil de "Pokémon - I Choose You!" foi lançado em Julho de 1999, e o episódio foi lançado no Game Boy Advance Video em 2004. Em 2017, um filme baseado neste episódio, intitulado Pokémon the Movie: I Choose You! foi exibido.

## Enredo
A história começa na sala do nosso protagonista, Ash Ketchum, um garoto que vive em um lugar chamado cidade de Pallet, Ash está assistindo televisão, na qual há uma luta entre dois Pokémon: Nidorino e Gengar. Às 23:00, sua mãe Delia entra no quarto para convencê-lo a dormir, mas Ash está muito animado para poder dormir, pois no dia seguinte ele começará sua jornada como treinador de Pokémon. Com dez anos, você pode escolher um Pokémon para levar entre os três oferecidos pelo Professor Carvalho. Posteriormente, mãe e filho assistem na televisão um programa conduzido pelo Professor Carvalho, no qual ele apresenta os três Pokémon disponibilizados para os novos treinadores: Bulbasaur, do tipo Grama; Charmander, tipo Fogo, e Squirtle, tipo Água. Durante a noite, enquanto dorme, o garoto sonha com qual dos três Pokémon escolher. Depois de sonhar, Ash acorda, percebendo que está atrasado. Com pressa, ainda de pijama, ele dirige-se precipitadamente ao laboratório Pokémon da cidade de Pallet, administrado pelo Professor Carvalho. No local, no meio de uma multidão de pessoas e líderes de torcida, Ash encontra o neto do professor Gary Carvalho, seu futuro rival, que acaba de receber uma dos três iniciais. Gary saiu para embarcar em sua jornada como treinador, Ash conhece o professor  e ele entram no laboratório. Squirtle, Bulbasaur e Charmander já foram pegos pelos outros alunos do Professor Carvalho, que chegaram cedo que Ash, então o professor dá ao garoto um Pikachu mal-humorado. Carvalho também lhe dá um Pokédex e seis Poké Bolas. Depois de sair do laboratório, Ash é recebido por sua mãe Delia e vários amigos. Ash e Pikachu embarcam em sua jornada, e enquanto isso, o garoto tenta fazer amizade com o Pokémon. Mais tarde, o protagonista vê um Pidgey e tenta pegá-lo em vão. Mais tarde, o garoto avista outro Pokémon pássaro que ele troca de longe por outro Pidgey, mas que na verdade é um Spearow. O Pokémon, atingido com uma pedra por Ash, ataca o garoto e Pikachu;  recordando seus outros companheiros, que começam a perseguir Ash e Pikachu, que se jogam na água para escapar do bando. Uma garota chamada Misty recupera os dois. Ash e Misty notam que Pikachu foi ferido pelos Spearows e precisa ser tratado em um Centro Pokémon. Ainda perseguido pelos Spearows, Ash pega emprestada a bicicleta de Misty para ir ao centro médico.  Depois começa a chover e a bicicleta cai na lama. Ash tenta defender Pikachu, mas o Pokémon ainda consegue derrotar todo o bando com choque do trovão, durante a bicicleta é destruida pelo choque do Pokémon. Ambos exaustos, os dois desmaiam. Ao acordar, eles observam Ho-Oh, um Pokémon Lendário não identificado pelo Pokédex, sobrevoando o arco-íris.  Ash parte novamente com Pikachu nos braços para chegar ao Centro Pokémon na cidade de Viridian.

## Produção

### Desenvolvimento
"Pokémon - I Choose You!" foi o primeiro episódio do anime Pokémon para ser produzido e exibido no Japão. O episódio foi escrito por Shoji Yonemura e dirigido por Masamitsu Hidaka. Quando a equipe de produção começou o anime, eles queriam um personagem específico para se concentrar. No começo, Clefairy era para ser o inicial de Ash. Devido a um ajuste de última hora, Pikachu conseguiu o papel porque era relativamente popular em comparação com os outros Pokémon e os funcionários pensaram que "potencialmente meninos e meninas gostariam". O episódio foi animado por Shogakukan no Japão e foi direcionado a estudantes do ensino fundamental.

### Adaptação americana e ocidental
Logo antes de 4Kids Entertainment revelaram que estavam planejando produzir uma adaptação em inglês do anime nos Estados Unidos, o episódio "Dennō Senshi Porygon" causou polêmica quando foi ao ar no Japão em 16 de dezembro de 1997. No episódio, houve uma cena com uma enorme explosão que pisca luzes vermelhas e azuis. Nesse ponto, os espectadores começaram a reclamar de visão embaçada, dores de cabeça, tontura, convulsões, cegueira e perda de consciência. Um total de 685 espectadores foram levados para hospitais por ambulâncias. Alfred R. Kahn, executivo-chefe da 4Kids Entertainment, anunciou em 1 de janeiro de 1998, que o anime seria editado para o mercado americano.  Muitos pais americanos estavam preocupados com a segurança de seus filhos agora que o anime iria ao ar nos Estados Unidos, mas Kahn disse: "Estamos confiantes de que não será um problema. [...] Levamos o problema a sério e consertou."
A Nintendo pediu mudanças no programa japonês original na adaptação em inglês. "Tentamos não ter violência, discriminação sexual ou cenas religiosas nos Estados Unidos", disse Masakazu Kubo, produtor executivo de Shogakukan. Algumas sequências gráficas envolvendo perfuração foram retiradas, incluindo uma de "Pokémon, I Choose You!" onde Misty dá um tapa na bochecha de Ash. Os nomes dos personagens e monstros foram ocidentalizados: Satoshi se tornou Ash e Shigeru se tornou Gary, e os Pokémon receberam nomes descritivos. Por exemplo, dos três Pokémon iniciais, Hitokage, um lagarto com uma bola de fogo na cauda, tornou-se Charmander; Fushigidane, um dinossauro com um bulbo de alho verde nas costas se tornou Bulbasaur; e Zenigame, uma tartaruga que esguicha água, tornou-se Squirtle.

#### Autor de voz
Veronica Taylor, que forneceu a voz de Ash neste episódio e em todos os episódios da primeira a oitava temporadas, disse que gravar as falas de Ash para o episódio foi "realmente ótimo" para ela. "Interpretar um garoto de 10 anos com essa energia e emoção, e as batalhas em que ele está, e sua voz baixa e rouca foram realmente fantásticas", disse ela.
I really enjoy playing [Ash] and he’s really a great character, but I feel that after the first ten episodes everything has kind of loosened up. The script's loosened up, the characters were able to come into their own a bit more, and I think everyone has relaxed a bit; we're able to play with it more, whereas in the first ten episodes, I think it was so new, and everyone was trying to make sure it was done right. I enjoy playing him now much more than I did in the very beginning because I can have fun with him more, and we know him and can work out how he really would react.— Veronica Taylor (em inglês)
Taylor explicou o processo de gravação de um episódio em uma entrevista à "Animerica Magazine";  primeiro, o roteiro é traduzido do japonês para o inglês e em seguida, é adaptado para encaixar no retalho labial (movimento da boca). Taylor disse que ela é a única na cabine de gravação quando trabalha, pois ela grava cada voz separadamente ao longo de cada episódio. Taylor acrescentou que muitas vezes é a primeira a gravar, então ela tem que imaginar como a linha anterior seria dita. "Felizmente, trabalho com um grande diretor que ajuda na interpretação da linha, na correspondência do retalho labial e na consistência da voz," ela disse.

## Lançamento
O episódio foi ao ar no Japão em 1 de abril de 1997, no canal TV Tokyo. O episódio foi exibido nos Estados Unidos em 8 de setembro de 1998. No Brasil, foi exibido em 10 de maio de 1999, no canal Rede Record. Em Portugal, foi exibido em 2 de outubro de 1999, no canal SIC.
| País           | Primeira exibição      | Título                           |
| -------------- | ---------------------- | -------------------------------- |
| Japão          | 1º de abril de 1997    | ポケモン! きみにきめた!          |
| Estados Unidos | 8 de setembro de 1998  | Pokémon, I Choose You!           |
| Canadá         | 8 de setembro de 1998  | Pokémon, I Choose You!           |
| Hong Kong      | 16 de novembro de 1998 | 神奇宝贝！就决定是你了！         |
| Taiwan         | 28 de novembro de 1998 | 神奇宝贝！就决定是你了！         |
| Macau          | Novembro de 1998       | 神奇宝贝！就决定是你了！         |
| China          | Dezembro de 1998       | 神奇宝贝！就决定是你了！         |
| Reino Unido    | 29 de março de 1999    | Pokémon, I Choose You!           |
| Brasil         | 10 de maio de 1999     | Pokémon, Eu Escolho Você!        |
| México         | 14 de junho de 1999    | ¡Pokémon Yo Te Elijo!            |
| Alemanha       | 1 de setembro de 1999  | Pika-Pikachu                     |
| França         | 5 de setembro de 1999  | Le Départ                        |
| Portugal       | 2 de outubro de 1999   | Pokémon, escolho-te a ti!        |
| Espanha        | 16 de outubro de 1999  | ¡Pokémon, Te Elijo A Ti!         |
| Países Baixos  | 27 de outubro de 1999  | Pokémon! Ik Kies Jou!            |
| Finlândia      | 6 de novembro de 1999  | Pokémon! Minä valitsen sinut!    |
| Itália         | 10 de janeiro de 2000  | L'inizio di una grande avventura |
| Dinamarca      | 23 janeiro de 2000     | Pokémon Jeg Vælger Dig           |
| Suécia         | 4 de março de 2000     | Jag väljer dig                   |
| Polónia        | 4 de setembro de 2000  | Pokémon, wybieram cię!           |
| Chéquia        | 9 de setembro de 2000  | Pokémone, volím si tebe!         |
| Rússia         | 18 de dezembro de 2000 | Покемон, я выбираю тебя!         |

## Recepção
Desde então, recebeu críticas positivas e críticas de críticos de televisão. Andrew Wood de The Plain Dealer tinha sentimentos contraditórios pelo episódio, afirmando que o episódio fez um bom trabalho ao criar o mundo dos Pokémon e que era fiel ao jogo. No entanto, Wood achou "aparente" neste episódio que, sem um parceiro de viagem, "Ash não é tão interessante assim". Andrew Tei de Mania.com disse que "uma grande coisa sobre ouvir dubladores iniciais é como os dubladores ainda não entraram completamente em seus papéis. A voz do Ash e James são muito mais profundas do que onde acabam." Louis Bedigian de GameZone acreditava que o melhor momento do episódio era a batalha Pokémon na televisão no início, afirmando que "os Pokémon batalham lado a lado em preto e branco. Seus movimentos são lentos e parecem baseados em turnos. Emula o jogo perfeitamente, depois se transforma rapidamente em uma batalha mais realista e colorida. Poucas séries de anime baseadas em jogos incorporam os elementos do jogo tão bem." X-Entertainment considerado a melhor parte do episódio como o momento em que Ash vê o misterioso Ho-Oh, um Pokémon cujos dados não estavam incluídos no Pokédex na época.

## Adaptação de livro e relançamentos
A adaptação para o livro infantil do episódio foi lançada em julho de 1999. Foi publicada por Scholastic Corporation e escrito por Tracey West. O episódio foi lançado em VHS e DVD em 24 de novembro de 1998 e 13 de dezembro de 1998, respectivamente, como parte do primeiro volume da Liga Índigo: "Pokémon: I Choose You Pikachu!" O lançamento também incluiu os dois episódios seguintes ("Pokémon: Emergency!" e "Ash Catches a Pokémon").
Nintendo anunciou em 24 de setembro de 2004 que dois cartuchos de Game Boy Advance Video, apresentando episódios "clássicos" dos primeiros dias da série Pokémon, chegariam às lojas em 27 de setembro daquele ano. Os episódios de Pokémon foram embalados em dois caixas separados contendo dois episódios cada e os quatro episódios disponíveis foram "Pokémon, I Choose You!", "Here Comes the Squirtle Squad", "Beach Blank-Out Blastoise" e "Go West Young Meowth", todos na primeira temporada. Em 2017, foi lançado um filme Pokémon baseado no primeiro episódio, intitulado Pokémon the Movie: I Choose You.